# David Rappaport
David Rappaport (Londra, 23 novembre 1951 – Los Angeles, 2 maggio 1990) è stato un attore inglese, affetto da nanismo acondroplasico.
Alto 119 cm, fu uno dei più noti attori affetti da nanismo, attivo in televisione e al cinema, noto soprattutto per i suoi ruoli nei film I banditi del tempo (1981) e La sposa promessa (1985), e nelle serie televisive L.A. Law - Avvocati a Los Angeles, Il mago e Capitan Planet e i Planeteers.

## Biografia
Rappaport è nato dal guidatore di taxi ebreo Mark e da sua moglie Diana Schneiderman, a Londra, Inghilterra. È nato affetto da acondroplasia, una forma comune di nanismo. Da bambino ha cominciato a dimostrare talento nel suonare la fisarmonica e la batteria. David in seguito ha studiato Psicologia presso l'Università di Bristol dal 1970, laureandosi. Dopo aver passato sei mesi negli Stati Uniti, è tornato nel Regno Unito per sposare la sua fidanzata del college, Jane. Con lei ha avuto un figlio, Joe; a quel punto decise di iniziare a fare l'insegnante, per mantenere la sua famiglia. Però successivamente il matrimonio finì, e Rappaport decise di iniziare la carriera di attore.
David iniziò a farsi conoscere in televisione apparendo al fianco di Sylvester McCoy come un "O-Man" nella serie della BBC del 1979 Children Jigsaw. Rappaport e McCoy erano precedentemente apparsi insieme in Illuminatus!, presso il Science Fiction Theatre di Liverpool (fondato da Ken Campbell e Chris Langham nel 1976). La coppia è apparsa anche al Ken Campbell Road Show. Nei primi anni del 1980 Rappaport ha interpretato il personaggio di "Shades" negli show per bambini del sabato mattina Tiswas e The Saturday Show. Uno dei ruoli più popolari di Rappaport è Randall, il capo della banda di nani nel film di Terry Gilliam I banditi del tempo, nel 1981. Dopo aver sofferto di depressione per diverso tempo, il 2 maggio del 1990 si suicidò sparandosi al petto al Laurel Canyon Park, San Fernando Valley, California. L'attore trentottenne è stato sepolto nel cimitero Waltham Abbey, in Inghilterra.

## Filmografia parziale

### Cinema
- Fiore di carne (Turks fruit), regia di Paul Verhoeven (1973)
- Black Jack, regia di Ken Loach (1979)
- Cuba, regia di Richard Lester (1979)
- I banditi del tempo (Time Bandits), regia di Terry Gilliam (1981)
- Sword of the Valiant - The Legend of Sir Gawain and the Green Knight, regia di Stephen Weeks (1984)
- La sposa promessa (The Bride), regia di Franc Roddam (1985)

### Televisione
- Il mago (The Wizard) - Serie TV, 19 episodi (1986-1987)
- Baywatch - Serie TV, Stagione 5, episodio 6 (1994)

## Doppiatori italiani
Nelle versioni in italiano delle opere in cui ha recitato, David Rappaport è stato doppiato da:
- Vittorio Stagni ne I banditi del tempo, Il mago
- Giorgio Lopez in La promessa sposa
- Marzio Margine in Peter Gunn